# Agence française pour la maîtrise de l'énergie
L’Agence française pour la maîtrise de l'énergie (AFME) était un établissement public à caractère industriel et commercial français créé par le décret du 13 mai 1982 et placé sous la tutelle des ministres de l'Énergie et de la Recherche.
La mission de l'AFME était de susciter, animer, coordonner, faciliter ou réaliser des opérations ayant pour objet la maîtrise de l'énergie. En particulier, elle devait "mettre en œuvre la politique de maîtrise des consommations qui concourt à la réalisation d'un programme national d'indépendance énergétique".
L'AFME résulte de la fusion en 1982 de plusieurs organismes préexistants : l'Agence pour les économies d'énergie (AEE), le Commissariat à l'énergie solaire (COMES), le Comité Géothermie, la Mission nationale pour la valorisation de la chaleur et le Service économie de matières premières du ministère de l'Industrie.
L'AFME couvrait la maîtrise de l’énergie, à savoir les économies d'énergie et le développement des énergies renouvelables, ainsi que les économies de matières premières.
L'AFME fusionne en 1991 avec l'Agence nationale pour la récupération et l'élimination des déchets (ANRED) et l'Agence pour la qualité de l'air (AQA) pour former l'Agence de l'environnement et de la maîtrise de l'énergie, désormais l'Agence de la transition écologique (Ademe).

## Origines
L'AFME est créée par le décret du 13 mai 1982  dans le cadre de l'alternance politique, par le second gouvernement Pierre Mauroy sous la présidence de François Mitterrand. Il est placé sous la tutelle des ministres de l'Énergie et de la Recherche. Son rôle principal est d'amener un contre-pouvoir à Électricité de France (EDF) dans un contexte de montée en puissance du secteur électrique nucléaire en France.
Le Parti Socialiste comptant à l'époque peu de spécialistes intéressés par la question énergétique, l'agence est fondée en grande partie sur la captation de compétences acquises par les militants de la Confédération française démocratique du travail (CFDT) lors des années de lutte préalables contre l'hégémonie nucléaire et de réflexion pour la mise en place d'une alternative énergétique renforçant l'autonomie du pays face aux aléas du pétrole (après le premier choc pétrolier). Ces compétences concernent aussi bien les enjeux économiques de l'énergie que la gestion des effets sanitaires de la mobilisation des ressources fossiles. Cette extraction de compétences contribue à une domestication de la critique antinucléaire.

## Ligne politique
L'agence, par la voix de son Directeur des Programmes Bernard Laponche, s'engage pour une redéfinition des critères de décision dans le domaine de l'énergie. Il affirme ainsi en avril 1982, dans un colloque sur « les économies d'énergie et l'utilisation des énergies nouvelles », que ces choix devraient se fonder sur « les usages et les besoins » exprimés par la population. Il réactive aussi le projet de la CFDT de planification démocratique de l'économie, afin que « la discussion [ait] lieu non plus seulement entre technocrates qui connaissent la question, mais entre usagers qui utilisent l'énergie ». L'AFME apparaît ainsi comme un levier pour transformer le système énergétique depuis le cœur de l'État.
Les ambitions de départ sont très importantes : l'agence profite des lois de décentralisation pour construire des antennes régionales qui devaient chacune disposer d'un effectif de cinquante cadres et trente personnels administratifs. L'objectif est alors d'associer étroitement les instances locales (notamment les municipalités) à la politique de maîtrise de l'énergie. Les contraintes budgétaires et les désaccords avec l'administration du ministère des Finances limitent cependant ces ambitions. En 1985, une note indique que chaque direction régionale devrait compter vingt à vingt-cinq membres, avec un seuil minimal à 6 ou 7 agents. L'agence compte alors 493 salariés permanents, mais la rigueur budgétaire ne va pas la suite faire des ravages[pas clair] puisque l'alternance politique vers un gouvernement de droite en 1986 supprime près d'un tiers de ses moyens.
Les relations avec EDF sont très souvent conflictuelles du fait de leurs lignes politiques très différentes. Par exemple, en mars 1983, dans le cadre d'un dialogue entre les deux entités pour établir des conventions communes, EDF juge inacceptables les critères de l'AFME : reconnaissance de l'intérêt des économies d'électricité, limitation des usages thermiques de l'électricité, acceptation de la préférence à la diversification énergétique et du rôle de libre arbitre de l'agence. Il s'agit d'une opposition marquée entre les partisans d'une approche productiviste Modèle:Invise et promoteurs d'une politique énergétique fondée sur une consultation des usagers et une adaptation territoriale des sources d'énergie.

## Missions
L'ambition de l'AFME était en 1982 de« devenir une véritable entreprise nationale de service public chargée d'apporter à chacun l'information, la formation, le conseil technique, l'expertise, voire dans certains cas l'ingénierie technique et financière indispensable à la prise de décision [en matière de maîtrise de l'énergie ». En particulier, elle devait « mettre en œuvre la politique de maîtrise des consommations qui concourt à la réalisation d'un programme national d'indépendance énergétiqu ».
Dès 1982, l'AFME finance l'isolation et l'équipement photovoltaïque de logements sociaux et d'équipements collectifs dans trois villes moyennes érigées en vitrines. Cette action est incluse dans la dotation de 2 milliards de francs du Fonds spécial pour les grands travaux (FSGT).

## Direction de l'AFME

### Présidents
- Michel Rolant, 1982 - juillet 1987 (Ancien ouvrier agricole devenu n°2 de la CFDT)
- Jacques Bouvet, juillet 1987 - décembre 1991, qui cumule également la fonction de directeur général.

### Directeurs généraux
- Pierre Cubaud, 1982 - 1984
- Bernard Laponche, juin 1984 - juillet 1987 (ancien ingénieur au CEA et représentant CFDT au sein de la commission Énergie du Plan)[2]
- Jacques Bouvet, juillet 1987 - décembre 1991,

### Directeur scientifique
- Philippe Chartier, 1982 - 1991 (Pionnier des recherches sur la mobilisation de l'énergie en agriculture)[3]